# Conseil supérieur de Bourbon
Le conseil supérieur de Bourbon, aussi connu comme conseil supérieur de l'île Bourbon, est une institution délibérative qui exista sur l'île de La Réunion, dans le sud-ouest de l'océan Indien, alors que celle-ci était encore une colonie française connue sous le nom de Bourbon. Installé le 23 septembre 1724 par un édit de décembre 1723 en remplacement du premier conseil provincial de Bourbon, il était présidé par un premier conseiller, par exemple Honoré de Crémont à la fin du XVIIIe siècle.